# Пак, Грег
Грег Пак (англ. Greg Pak) — американский кинорежиссёр и сценарист комиксов. Работал в издательствах Marvel Comics и DC Comics. Наиболее известен по серии комиксов «X-Treme X-Men vol. 2» и по комиксам о Халке.

## Биография

### Ранняя жизнь
Пак родился в Далласе, штат Техас. Его отец — американец с корейскими корнями. Он окончил среднюю школу Хиллкрест, а позже поступил на факультет политологии в Йельском университете. Учась в университете он писал для юмористического журнала университетского городка The Yale Record и был членом импровизационной группы Purple Crayon. В 1991 году он отправился изучать историю в Оксфорд в качестве стипендиата Родса с намерением стать политиком. Затем он поступил в аспирантуру Нью-Йоркского университета на кинематографию.

## Личная жизнь
Пак женат на японском режиссере Кейко Иби. Пара живет в крошечной квартире на Вест-Виллидж.

### Marvel Comics
- Warlock vol. 5 #1—4 (совместно с Чарли Адлардом[англ.], 2004)
- Люди Икс:
  - X-Men: Phoenix — Endsong #1—5 (совместно с Грегом Лэндом[англ.], 2005)
  - X-Men: Phoenix — Warsong #1—5 (совместно с Тайлером Киркхамом (англ. Tyler Kirkham), 2006—2007)
  - Magneto: Testament #1—5 (совместно с Кармин Ди Джандоменико[англ.], 2008—2009)
  - Astonishing X-Men #44—47, 60—61 (совместно с Майком Макконом[англ.] и другими, 2012—2013)
  - X-Treme X-Men[англ.] #1—13 (совместно с другими, 2012—2013)
  - Storm vol. 3 #1—11 (совместно с другими, 2014—2015)
- Marvel Nemesis: The Imperfects #1—6 (совместно с Ренато Арлем (англ. Renato Arlem), 2005)
- Iron Man: House of M #1—3 (совместно с Пэтом Ли[англ.], 2005)
- 1602: New World[англ.] #1—5 (совместно с Greg Tocchini, 2005)
- Amazing Fantasy vol. 2 #15 (совместно с Patrick Scherberger, 2006)
- What If: Submariner (совместно с Дэвидом Лопесом[исп.], 2006)
- Халк:
  - The Incredible Hulk[англ.] vol. 2 #92—112 (совместно с другими, 2006—2007)
  - World War Hulk #1—5 (совместно с Джоном Ромитой-младшим, 2007—2008)
  - World War Hulk: Warbound #1—5 (совместно с Леонардом Кирком[англ.] и Рафом Сэндовала (Rafael Sandoval), 2008)
  - Skaar: Son of Hulk #1—12 (совместно с Роном Гарни[англ.], 2008—2009)
  - Incredible Hulks #612—635 (совместно с другими, 2009—2011)
  - The Totally Awesome Hulk #1—… (совместно с Фрэнком Чо, декабрь 2015 — …)
- Геркулес:
  - The Incredible Hercules[англ.] #112—141 (совместно с Фредом Ван Ленте[англ.] и другими, 2008—2010)
  - Hercules: Fall of an Avenger #1—2 (совместно с Фредом Ван Ленте и Ариэлем Оливетти[англ.], 2010)
  - Heroic Age: Prince of Power #1—4 (совместно с Фредом Ван Ленте и Рейли Брауном (англ. Reilly Brown), 2010)
  - Herc #1—10 (совместно с Фредом Ван Ленте и Клиффом Ричардсом (англ. Cliff Richards), 2011)
- War Machine #0—12 (совместно с Леонардо Манко[англ.], 2008—2009)
- Alpha Flight Vol. 4 #0.1—8 (совместно с Фредом Ван Ленте и Дейлом Иглшемом[англ.], 2012)
- Silver Surfer vol. 6 #1—5 (совместно с другими, 2011)
- Red Skull #1—5 (совместно с Mirko Colak, 2011)
- Weapon H #1—… (совместно с Кори Смитом, 2018)

### DC Comics
- Batman/Superman #1—27 (совместно с Чжэ Ли[англ.] и другими, 2013 — декабрь 2015)
- Action Comics #23.2, 25—50 (совместно с Аароном Кудером[англ.], ноябрь 2013 — март 2016)
- Secret Origins[англ.] #1 (фрагмент, совместно с Ли Виксом[англ.], 2014)
- Teen Titans #17—19 (совместно с Яном Черчиллем (англ. Ian Churchill), февраль 2016 — апрель 2016)

### Другие публикации
- Boom! Studios
  - Mech Cadet Yu #1-12 (совместно с Такеши Миядзава[англ.], 2017—2018)
- Dynamite Entertainment[англ.]:
  - Battlestar Galactica #0—12 (совместно с Nigel Raynor, 2006—2007)
  - Turok: Dinosaur Hunter #1—… (совместно с другими, 2014—…)
  - Eternal Warrior #1—8 (совместно с Trevor Hairsine и Робертом Гиллом (англ. Robert Gill), «Valiant Comics», 2013—2014)
- Kickstarter:
  - Code Monkey Save World #1 (совместно с Такеши Миядзава, 2013)
  - Princess Who Saved Herself! (совместно с Такеши Миядзава, 2015)

## Награды
| Год | Название | Категория | Результат |
| --- | -------- | --------- | --------- |
|     |          |           |           |
|     |          |           |           |
|     |          |           |           |